# ないものねだりのI Want You 〜ゼイ肉Mix
「ないものねだりのI Want You 〜ゼイ肉Mix」（ないものねだりのアイ・ウォント・ユー 〜ゼイにくミックス）は、1987年2月1日にリリースされたC-C-Bの3枚目の12インチ・シングル。
本作品は1986年12月10日発売に発売されたシングル「ないものねだりのI Want You」のリミックスバージョン。

## 解説
- ジャケットはアルバム『愛の力コブ』の歌詞カード内に使用した写真と同じものを採用（メンバー各々が関連性のない衣装に身を包みポージング。その周りをマッチョなボディビルダーが取り囲んでいる写真）。

## 収録曲
| 全作詞: 松本隆、全作曲: 筒美京平、全編曲: 大谷和夫・C-C-B。 |                                            |        |            |      |
| #                                                           | タイトル                                   | 作詞   | 作曲・編曲 | 時間 |
| 1.                                                          | 「ないものねだりのI Want You 〜ゼイ肉Mix」 | 松本隆 | 筒美京平   | 7:02 |
| 2.                                                          | 「ないものねだりのI Want You 〜筋肉Mix」   | 松本隆 | 筒美京平   | 7:03 |

## 楽曲解説
1. ないものねだりのI Want You 〜ゼイ肉Mix
  - ゼイ肉Mixのラップ部分の歌詞はオリジナル・バージョンから大幅に変更。自動車の車種や洋服のブランド、食品メーカーの名前などを羅列、ややコミカルな歌い方も加え、遊び心を満載させた仕上がりで、関口・米川・田口がラップを担当。作詞のクレジットは松本隆と表記されているが、C-C-Bメンバー自身も意見を出し合っている。
  - 2010年、オムニバスアルバム『ラップ歌謡 [第2弾] あの娘にカセットあげよう』（レーベル:Pヴァイン・レコード）の13曲目に『ないものねだりのI Want You 〜ゼイ肉Mix』が収録された。
2. ないものねだりのI Want You 〜筋肉Mix
  - 筋肉Mixは歌詞(及びラップ担当者)がシングル盤と同じ、オケは〜ゼイ肉Mixと同じものである。
  - GOLDEN☆BEST C-C-Bに収録。